# Hydroida
Hydroida är en ordning av nässeldjur. Hydroida ingår i klassen hydrozoer, fylumet nässeldjur och riket djur.
Ordningen Hydroida indelas i:
- Aequoreidae
- Aglaophenidae
- Aglaopheniidae
- Bonneviellidae
- Boreohydridae
- Bougainvilliidae
- Calycopsidae
- Campanulariidae
- Campanulinidae
- Cladonematidae
- Clavidae
- Clavopsellidae
- Corymorphidae
- Corynidae
- Dipleurosomatidae
- Eirenidae
- Eleutheridae
- Eucheilotidae
- Eucodonidae
- Eudendriidae
- Euphysidae
- Halammohydridae
- Haleciidae
- Halocordylidae
- Halopteriidae
- Hydractiniidae
- Hydridae
- Kirchenpaueriidae
- Lafoeidae
- Laodiceidae
- Lovenellidae
- Margelopsidae
- Melicertidae
- Mitrocomidae
- Olindiasidae
- Otohydride
- Pandeidae
- Phialellidae
- Plumularidae
- Proboscidactylidae
- Protohydridae
- Rathkeidae
- Sertulariidae
- Stylasteridae
- Tiarannidae
- Tiaropsidae
- Trichydridae
- Tubulariidae
- Velellidae
- Zancleidae

## Bildgalleri

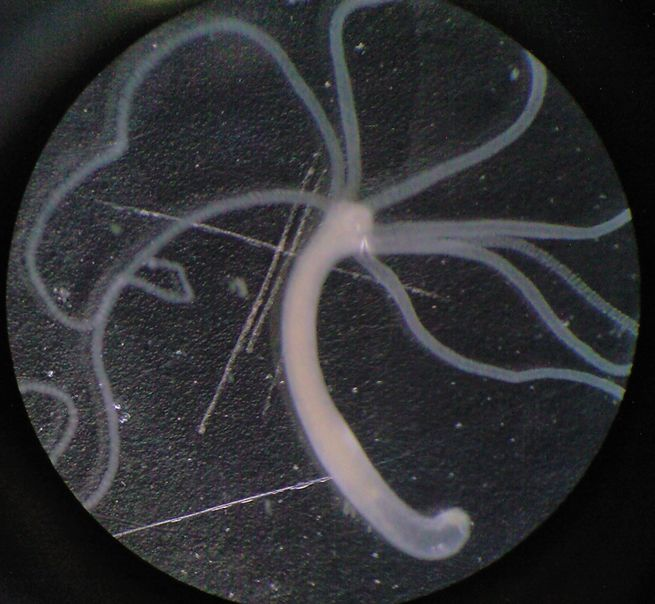
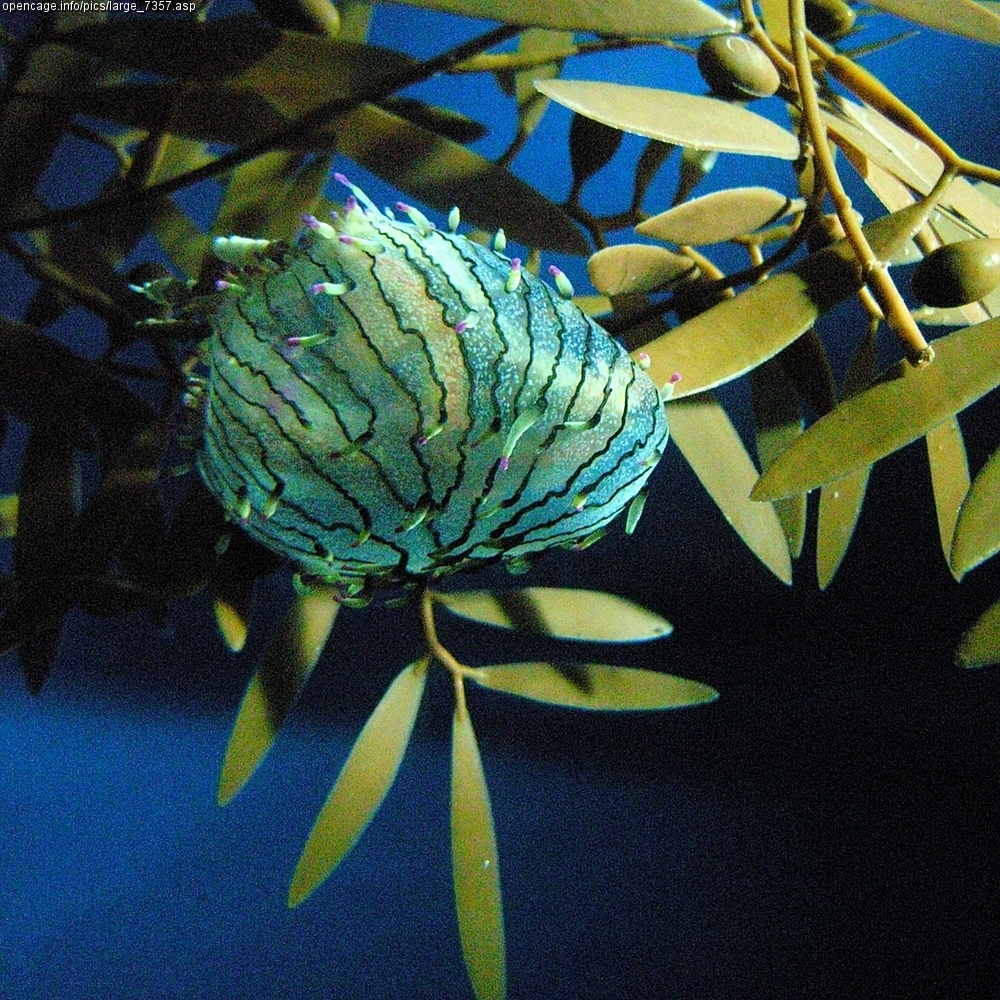